# One McKinley Place
Le One McKinley Place est un gratte-ciel résidentiel construit à Taguig dans l'agglomération de Manille aux Philippines en 2003,
L'immeuble fait partie du complexe appelé "Fort Bonifacio" qui comprend deux autres gratte-ciel, les Pacific Plaza Towers.
Les architectes sont l'agence américaine Hellmuth, Obata & Kassabaum ainsi que l'agence philippine R. Villarosa Architects